# Электрическая прочность
Электрическая прочность — также диэлектрическая прочность — характеризующийся диэлектрик минимальная напряжённость электрического поля, достаточная для наступления электрического пробоя. 

## Физический смысл
Все газообразные, твёрдые и жидкие диэлектрики обладают конечной электрической прочностью. Электрическая прочность измеряется в единицах напряжённости электрического поля (обычно В/см).
Когда напряжённость электрического поля превышает электрическую прочность, диэлектрик начинает проводить электрический ток. Проводимость вызывается комбинацией ударной ионизации и туннельного просачивания, — вклад каждого из этих эффектов зависит от конкретного диэлектрика.
Изменение электропроводности происходит скачкообразно и часто приводит к разрушению диэлектрика вследствие перегрева, поэтому электрическая прочность измеряется с помощью коротких импульсов, дабы результаты измерений не искажались тепловым пробоем.

## Прочность различных материалов
- Слюда, кварц и другиe твёрдые диэлектрики с хорошими изолирующими свойствами обладают прочностью до 106—107 В/см.
- электрическая прочность жидкого диэлектрика очень сильно зависит от его чистоты и также может достигать 106 В/см.
- электрическая прочность газов линейно зависит от давления (см. Закон Пашена) и существенно — от толщины слоя («отклонения» от закона Пашена). В случае с атмосферным воздухом при нормальных условиях и толщине слоя в 1 см электрическая прочность составляет приблизительно 3×104 В/см, у элегаза — в 2-4 раза выше. При понижении давления газа (вакуума ниже 10−5 мм рт. ст.) электрическая прочность увеличивается и может составлять порядка 107 В/см[2].